# Leucopis apicalis
Leucopis apicalis är en tvåvingeart som beskrevs av Malloch 1914. Leucopis apicalis ingår i släktet Leucopis och familjen markflugor.
Artens utbredningsområde är Taiwan. Inga underarter finns listade i Catalogue of Life.